# Колумбия на летних Олимпийских играх 1984
Колумбия принимала участие в Летних Олимпийских играх 1984 года в Лос-Анджелесе (США) в одиннадцатый раз за свою историю, и завоевала одну серебряную медаль. Сборную страны представляли 3 женщины.

## Серебро
- Борьба, мужчины — Хельмут Беллингродт.